# دوايت فيسك
دوايت فيسك (بالإنجليزية: Dwight Fiske)‏ هو عازف بيانو وصحفي أمريكي، ولد في 1892، وتوفي في 1959.

## وصلات خارجية
- دوايت فيسك على موقع ميوزك برينز (الإنجليزية)
- دوايت فيسك على موقع ديسكوغز (الإنجليزية)